# Zuzka Zguriška
Zuzka Zguriška (n. 13 aprilie 1900, Myjava, Trenčiansky kraj, Slovacia – d. 24 septembrie 1984, Praga, Cehoslovacia), născută ca Ľudmila Šimonovičová, căsătorită Dvořáková, a fost o scriitoare slovacă, dramaturg și traducător; și ocazional actriță.  Zguriška este o reprezentantă târzie a realismului clasic slovac.

## Biografie
S-a născut într-o familie de cadre didactice. A fost educată în Myjave, Modra, a studiat un an în Himmelkrone (Bavaria), apoi a studiat ulterior la colegiul profesorilor din Hódmezővásárhelyi din Ungaria, pentru a trece apoi la un colegiu de cadre didactice din Subotica sârbă. A absolvit în 1920 Institutul de Educație al profesorilor din Brno. În perioada 1920 - 1924 a lucrat ca profesoară la Myjave, s-a căsătorit și s-a mutat în Bratislava, unde a trăit până în 1945. În timpul celui de-al doilea război mondial, a absolvit Facultatea de Filosofie a Universității Comenius, Departamentul de Filosofie și Istoria Artei. În 1945 s-a mutat împreună cu soțul ei la Praga. În anii 1949 - 1951 a lucrat la studiourile Barrandov ca scenarist de film, apoi s-a dedicat literaturii. În 1960 a primit titlul de artist meritat.

## Carieră
Prima ei lucrare a fost publicată în 1922 în Cotidianul Slovac (Slovenský denník) și a început să contribuie treptat la alte reviste și ziare (Ziarul Muncitorilor - Robotnícke noviny, Živena, Elan, Perspective slovace - Slovenské pohľady). De asemenea, a colaborat cu Radiodifuziunea Cehoslovacă, care i-a publicat și plătit în mod regulat lucrările sale,  dar, din motive de sănătate, a refuzat un contract permanent, deși a avut un mare succes ca actriță (ea a interpretat în Teatrul Național Slovac). Lucrările sale literare sunt construite în jurul unui conflict interior, cu personaje feminine ale căror acțiuni refuză dominația tradițională a bărbaților asupra femeilor. În forme literare scurte ea a descris o mulțime de pagini caracteristice ale vieții din țara sa natală, a pictat multe personaje interesante și a folosit și multe evenimente pline de umor. Scrierile sale sunt influențate de propriile sale cunoștințe și experiențe. Folosirea umorului și a ironiilor au intenția de a stârni simpatie pentru oamenii simpli de la țară.
În 1955 a tradus romanul satiric Peripețiile bravului soldat Švejk de Jaroslav Hašek.
În 1967 a scris piesa de teatru de comedie Mor na farme (Ciuma de la fermă).

## Lucrări

### Proză
- Obrázky z kopaníc (1929), colecție de povestiri scurte
- Dvanásť do tucta (1932), colecție de povestiri scurte
- Pangart (1932)
- Ženich s mašinou (Un  mire cu o mașină, 1935), colecție de povestiri scurte
- Španielske pohľadnice (Vederi spaniole, 1937), literatură de călătorie
- Bičianka z Doliny (Bičianka din vale, 1938), roman
- Svadba (Nunta, 1943), literatură umoristică
- Hostina (Sărbătoare, 1947), literatură umoristică
- Metropola pod slamou (Metropola de sub paie, 1949), trilogie, vol.1
- Mestečko na predaj (Orășel de vânzare, 1953), trilogie, vol.2.
- Podobizne (Asemănarea, 1957), literatură umoristică
- Zbojnícke chodníčky (Proscriși în drumeție, 1959), trilogie, vol.3
- Manželstvo na úver (Căsătorie pe credit, 1967), roman

### Proză pentru copii și tineri
- Pri muzike (În muzică, 1922), basm
- Husitská nevesta (Mireasa husită, 1962), roman istoric (prima parte)
- Kráľova zajatkyňa (Regele captiv, 1982), roman istoric (a doua parte)

### Piese de teatru
- Mor na farme (1967)

### Traduceri
- Peripețiile bravului soldat Švejk de Jaroslav Hašek (1955)

## Legături externe
- sk  Date biografice Arhivat în 5 octombrie 2010, la Wayback Machine., Litcentrum.sk
- Nașterea și înregistrarea botezului, linia nr.145 - parohia Myjava

## Vezi și
- Listă de scriitori slovaci